# Gorni Glavanak, Haskovo
Gorni Glavanak (în bulgară Горни Главанак) este un sat în comuna Madjarovo, regiunea Haskovo,  Bulgaria. 

## Demografie
Componența etnică a satului Gorni Glavanak
     Turci (94,73%)
     Nicio identificare (5,26%)
     Altele (0%)
La recensământul din 2011, populația satului Gorni Glavanak era de 38 locuitori. Din punct de vedere etnic, majoritatea locuitorilor (94,73%) erau turci. Pentru 5,26% din locuitori nu este cunoscută apartenența etnică.